# Antoni Ollé i Bertran
Antoni Ollé i Bertran   (Barcelona, 3 de juny de 1902 - 24 de juliol de 1991) fou un periodista esportiu de Ràdio Espanya i Radio Miramar, col·laborador amb Valentí Castanys al "Xut". Membre de la vella Unió Catalanista i de l'Associació d'Autors de la Ploma. Tingué tractes amb Àngel Guimerà, Apeles Mestres i Santiago Russiñol.
Fou director de la revista Catalunya Literària. Podeu veure la seva foto en la portada de l'esmentada revista (número 29, 25 de setembre de 1922). Durant els anys 1920, col.laborà a la Biblioteca Popular Catalana d'edicions antològiques de Poetes i Prosistes, dirigida per Carles Sanahüja.

## Premis literaris[1]
- Englantina als Jocs Florals del barri d'Horta de Barcelona, : La campana vella
- Flor Natural als Jocs Florals del barri de Les Corts de Barcelona, 1921:
- Flor Natural als Jocs Florals del barri de Sants de Barcelona, 1923:
- Englantina als Jocs Florals de la Llengua Catalana de Cuba, 1923:

## Llibres publicats
Narrativa • El dèspota. Barcelona: Escena Catalana, 1924 • Humanitats. Barcelona: Pòrtic, 1978

## Obres dramàtiques representades
- L'allau. Barcelona: Teatre Victòria, 1923

## Obres destacades
- Resurrecció, lema: La decepció de Berenguer, amb el qual va guanyar l'Englantina d'Or als Jocs Florals Catalans de Cuba (1923)
- Antologia d'autors catalans. Biblioteca "Catalunya literaria" Volum I. Tallers Gràfics Tiffon, Barcelona, 1925.
- El Dèspota : poema dramàtic en tres actes (1924)
- Humanitats : Poemes d'Amor, de Pàtria i de Rebel·lió (1978)